# Финансов пазар
С понятието финансов пазар в икономиката се означава механизмът, който позволява на участващите лесно търгуване (купуване и продаване) на финансови инструменти като ценни книжа (акции, облигации), стоки (благородни метали и селскостопански стоки) и др. с ниски трансакционни разходи. Финансовите пазари са се развили значително през последните няколкостотин години и претърпяват постоянни иновации с цел подобряване на ликвидността.
Съществуват както общи пазари, където се търгуват всякакви стоки, така и специализирани пазари, на които съществува само един вид стока. Тези пазари функционират като поставят всички заинтересовани продавачи на едно „място“, като по този начин ги улесняват в намирането на вероятни купувачи.
Финансовите пазари съществуват, за да улеснят:
- Увеличаването на капитала (в капиталовите пазари)
- Постигането на приемливо ниво на риска
- Международната търговия (в паричните пазари)

Във финансовите пазари тези, които търсят капитал (желаят да заемат), намират тези, които имат капитал (съгласни са да дадат заем).
Най-често човекът, който взима заема издава писмено обещание на даващия заема, чрез което след определен период заемът ще бъде върнат. Такива документи се наричат ценни книжа и могат да бъдат купувани и продавани на финансовите пазари. Цената на ценните книжа се нарича лихва или дивидент. Например, цената на лева може да се приеме за равна на основния лихвен процент на Българска народна банка. Това означава, че ако ОЛП=2%, то цената на престоя на една книжна петолевка в джоба ви в продължение на година ви струва 10 стотинки.

## Определение
Понятието финансови пазари понякога би могло да бъде неясно определено.
Финансови пазари могат да бъдат:
1. Организации, които улесняват търговията на финансови инструменти. Напр. Фондовите борси улесняват търговията на ценни книжа(акции, облигации).
2. Обединяването на купувачи и продавачи с цел търгуване на финансови инструменти. Напр. Търговията на ценни книжа може да бъде извършена по различни начини – чрез фондовите борси или директно между купувачи и продавачи.

Финансовите пазари могат да бъдат както местни, така и международни.